# Port lotniczy Adıyaman
Port lotniczy Adıyaman (IATA: ADF, ICAO: LTCP) – krajowy port lotniczy położony w Adıyaman, w Turcji.

## Linie lotnicze i połączenia
| Linia Lotnicza   | Kierunek                 |
| ---------------- | ------------------------ |
| AnadoluJet       | 1. Ankara                |
| Pegasus Airlines | 1. Stambuł-Sabiha Gökçen |
| Turkish Airlines | 1. Stambuł               |